# Куликов, Кирилл Борисович
Кирилл Борисович Куликов (род. 22 декабря 1969, Киев) — украинский политик. Народный депутат Украины VI созыва.

## Биография
Родился 22 декабря 1969 года в городе Киеве в семье интеллигентов.
Мать — Татьяна Александровна, работала ведущим инженером на нескольких крупных предприятиях.

Отец — Борис Петрович — офицер-подводник, впоследствии — директор НИИ «Квант», в котором разрабатывалось оборудование и технические средства для подводных лодок.

Женат. Жена — Елена Александровна.

В семье воспитываются двое сыновей — Артём (2000 г. р.) и Никита (2003 г. р.).

### Образование
В 1987 году окончил среднюю школу № 57 (с углублённым изучением английского языка) в Киеве.
В июне 1988 года поступил в Военный Краснознаменный институт Министерства обороны в городе Москве (специальность «Международная журналистика»), который окончил с отличием в 1993 году, получив квалификацию журналиста со знанием английского и болгарского языков.
В 2000 году окончил Национальную академию внутренних дел Украины в городе Киеве по специальности «Правоведение» и получил квалификацию юриста.
В 2003 году окончил Киевский институт международных отношений Киевского национального университета имени Тараса Шевченко в городе Киеве по специальности «Международные экономические отношения» и получил квалификацию магистра международных экономических отношений.
Образование — высшее. В 1993 году окончил Военный Краснознаменный институт МО Российской Федерации, город Москва, по специальности — военный журналист. В 1997—2000 годах — слушатель Национальной академии внутренних дел Украины, город Киев, специальность — «правоведение».

### Трудовая деятельность
С сентября 1993 года по апрель 1995 года работал на должности руководителя пресс-службы Общественного объединения частных предпринимателей и собственников.
С мая 1995 года по июнь 1995 года занимал должность референта-переводчика в Акционерном обществе «Украинский инновационный банк „Укринбанк“».
С июня 1995 года по февраль 1997 года работал на должности заместителя Председателя Правления по вопросам приватизации и инвестициям общественной организации «Киевская экономико-политический фонд». В указанный период работал по совместительству на должности Заместителя руководителя группы советников Фонда государственного имущества Украины по вопросам приватизации и развития фондового рынка от «Price Waterhouse MPP».
С апреля 1997 года по май 1998 года-помощник-консультант народного депутата Украины от Мелитопольского городского избирательного округа № 186 Запорожской области Угарова Г. Ю.
С мая 1998 года по февраль 2005 года возглавлял Наблюдательный совет общественной организации «Центр соціальної злагоди». В указанный период возглавлял по совместительству некоммерческое представительство Чешской кампании «ECM».
С февраля 2005 по март 2007 года состоял на службе в органах внутренних дел Украины на должности руководителя Национального центрального бюро Интерпола на Украине. Самым резонансным делом, которое совершил украинский «Интерпол» под руководством Куликова, стал арест и экстрадиция на Украину Александра Шахова (более известного под фамилией Волконский), организатора киевской аферы с недвижимостью фирмы «Элита-Центр».
С апреля 2007 года по август 2007 года исполняющий обязанности, а с августа 2007 года по октябрь 2007 года — заместитель Председателя политической партии «Вперёд, Украина!» по международным вопросам.
С ноября 2007 года и до сих пор народный депутат Украины в Верховной Раде Украины VI созыва. Избран на должность председателя подкомитета по вопросам деятельности Счётной палаты и контроля за исполнением государственного бюджета Комитета Верховной Рады Украины по вопросам бюджета.

## Политическая и общественная деятельность
Во время президентской кампании 1994 года работал в команде вице-премьера и министра экономики Владимира Ланового.
После выборов учился в США по программе Лиги молодых политических лидеров. На протяжении шести месяцев участвовал в различных местных избирательных кампаниях — от сенатора в штате Миссури до мэра Нью-Йорка.
Во время Оранжевой революции в 2004 году, активным участником которой был, познакомился с Юрием Луценко.
Вместе с Луценко занимался выпуском газеты «Грани», принимал активное участие в штабной работе во время парламентских выборов. 2007 года стал народным депутатом Украины от блока «Наша Украина» — «Народная Самооборона» (№ 57 в списке). В 2010 году вышел из «Народной Самообороны».
С декабря 2007 года по январь 2010 года советник Министра внутренних дел Украины на общественных началах.
В период с 2007 по 2010 год Председатель Временной следственной комиссии Верховной Рады Украины по вопросам расследования обстоятельств нарушения Конституции Украины, Земельного кодекса Украины, других законов Украины и принятия противоправных решений Киевским городским советом.
С 2007 года до сих пор член Межпарламентской комиссии по сотрудничеству Верховной Рады Украины и Федерального Собрания Российской Федерации; член Постоянной делегации в Парламентском измерении Центральноевропейской инициативы; член группы по межпарламентским связям с Республикой Чили; член группы по межпарламентским связям с Исламской Республикой Афганистан; член группы по межпарламентским связям с Республикой Иран.
Как депутат Верховного совета принимал активное участие в борьбе с незаконными застройками в городе Киеве, оказывал юридическую поддержку судебных процессов, лично организовывал и принимал участие в массовых мероприятиях жителей, обращался в компетентные государственные органы с целью прекращения незаконных застроек, обеспечивал восстановление освобожденных от застройки земельных участков и их благоустройство. В частности, отстаивал интересы территориальной общины и города на следующих строительных объектах: Гончара, 17/23; Прорезная, 3/5; Пейзажная аллея; Стрелецкая, 10/1; ул. Пирогова/Б. Хмельницкого, 2/3; Б. Хмельницкого, 7/20; Пирогова, 2/37; Маяковского, 40-52; книжный магазин «Сяйво» (вул. Красноармейская, 6).
Активно способствовал уменьшению количества бланков строгой отчётности, которые изготавливаются концерном ЕДАПС, требовал отстранения концерна как коммерческого посредника от изготовления заграничных паспортов, что значительно снизило бы их стоимость для граждан Украины.
С 2007 года по 2010 год председатель Правления общественной организации «Я-КИЕВЛЯНИН».
В августе 2012 года зарегистрирован кандидатом по округу № 212 (г. Киев) в народные депутаты Украины.